# Henri de Dion
Joseph-Louis Henri de Dion (también conocido como Henry de Dion o Henri de Dion) (Montfort-l'Amaury, 23 de diciembre de 1828 - París, 13 de abril de 1878) fue un ingeniero de construcción francés especializado en grandes estructuras metálicas, con realizaciones tan destacables como los pabellones de la Exposición Universal de París (1878).

## Biografía

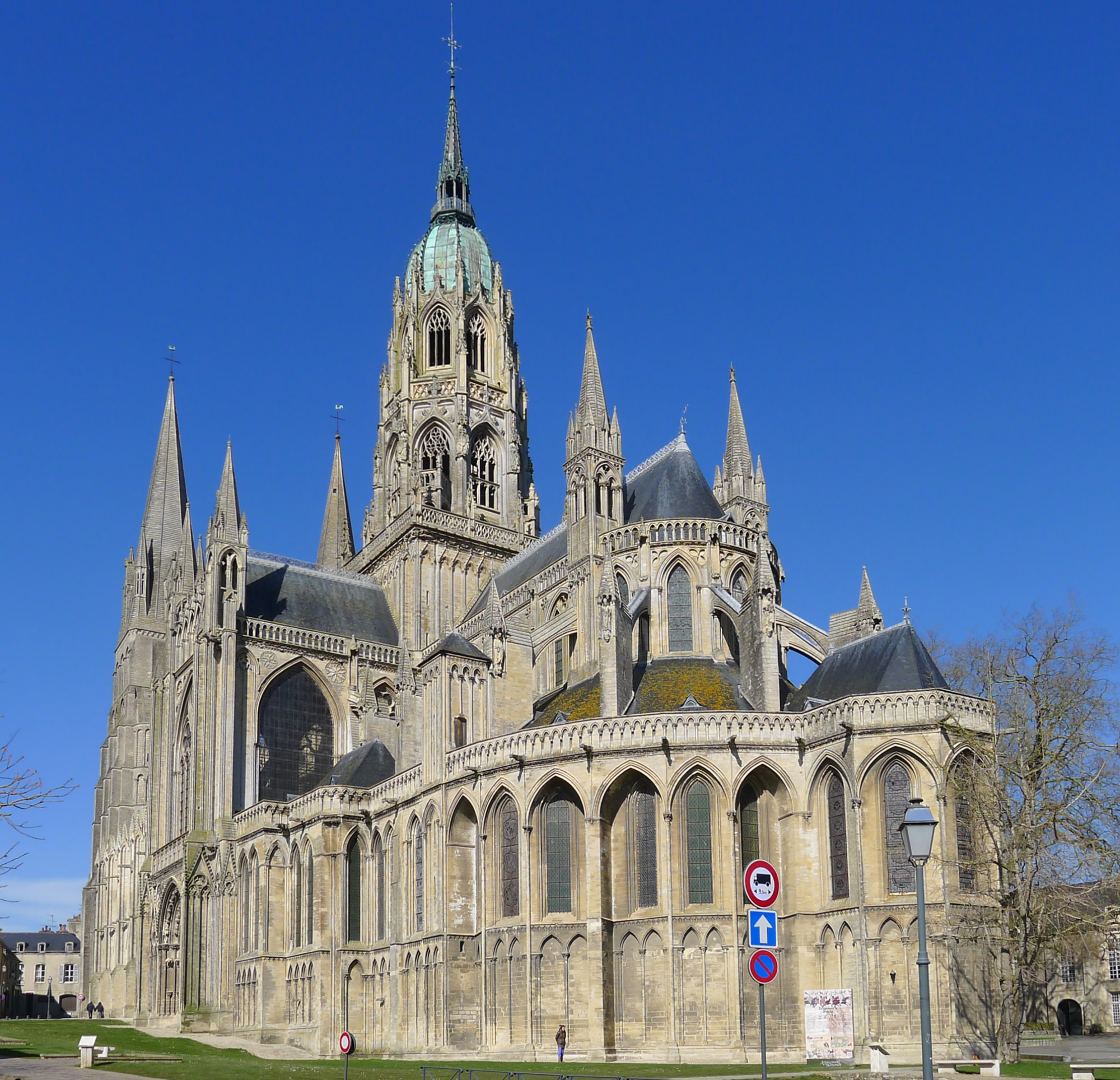
Catedral de Bayeux (Vista de la cabecera)

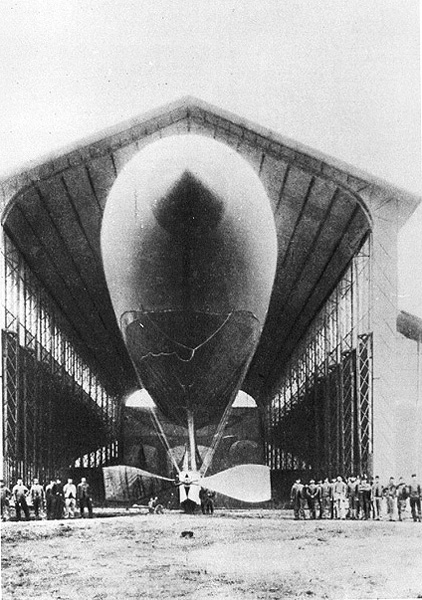
Dirigible La France en el Hangar Y

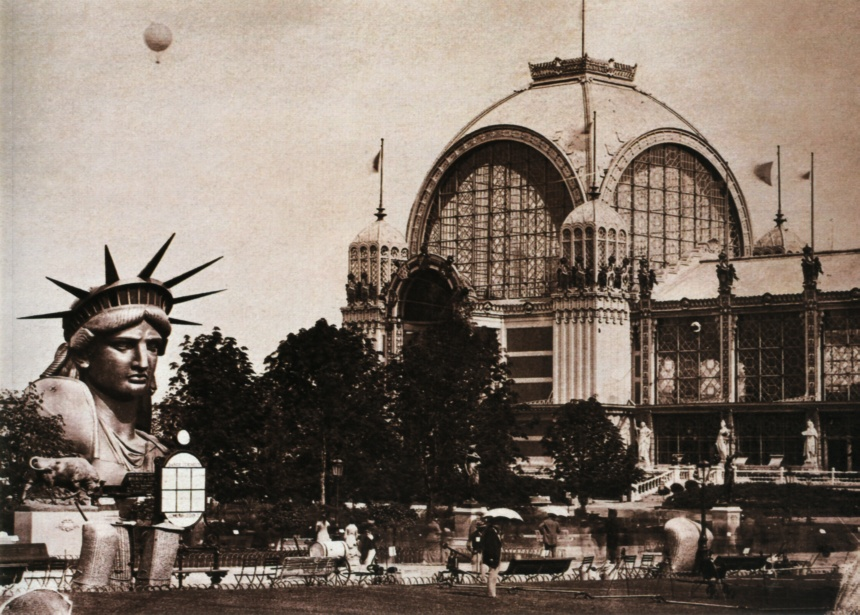
El Palacio del Campo de Marte y la cabeza de la Estatua de la Libertad (Exposición Universal de París 1878)

Hijo del militar Louis-François de Dion y de Elisabeth-Josèphe Le Vaillant du Chastelet, era primo hermano del padre del industrial Jules-Albert de Dion. Educado en su primera juventud en suiza, estudió en la École Centrale des Arts et Manufactures desde 1848 hasta 1851.
Respaldado por su maestro el ingeniero Eugène Flachat, con tan solo veinticinco años de edad intervino decisivamente en la rehabilitación mediante refuerzos metálicos de la torre central de la catedral de Bayeux, amenazada por entonces de ruina inminente.
También con Flachat trabajó en la construcción del puente ferroviario de Langlon en la Gironda. Con su hermano Joseph-Louis-Adolphe acometió múltiples realizaciones en España, donde colaboró en la construcción de la Estación de las Delicias en Madrid. Su contribución a la arquitectura de hierro le permitió ser el creador de las vigas adecuadas para grandes luces, celosías y demás estructuras de vanos muy amplios empleadas en los hangares.
Fue el ingeniero encargado del diseño de los estands de la Galerie des Machines en la Exposición Universal de París de 1878. Dedicó años de estudio al desarrollo de la estática y deformación en estructuras metálicas cuando era profesor de estática en el Conservatoire des Arts et Metiers y en la Escuela Central de Arquitectura. En estas instituciones fue su alumno el arquitecto Gustave Eiffel.
Fue nombrado presidente de la Sociedad de Ingenieros Civiles de Francia en 1877.
Exposición de París de 1878
De Dion fue el responsable de las construcciones metálicas en la Exposición de París de 1878, pero murió poco antes de poder completarlas.
- Parte de la construcción de la galería de máquinas sería reconstruida por Meudon, y después sirvió para alojar dirigibles a partir de 1880, convertida en el "Hangar Y". Posteriormente se transformó en museo de la aviación (actualmente la nave está demasiado degradada para darle ningún uso).
- El Hall 4 de Cardinet, de 200 m de largo, fue demolido en 2008 por la alcaldía de París.
- Otra parte se ha trasladado a la ciudad de Belfort, en el Franco Condado, y sirve de establecimiento comercial a la sociedad Dollfus-Mieg.
- Otra sección se utiliza actualmente como sala de cine formando parte de la actuación urbanística desarrollada en París en torno al río Sena, denominada Bassin de la Villette.

## Reconocimientos
- Oficial de la Legión de Honor por su arrojado comportamiento durante la guerra franco-prusiana.
- Aparece homenajeado en la Torre Eiffel: en uno de sus primeros arcos figura en la lista de 72 científicos franceses.

## Véase también

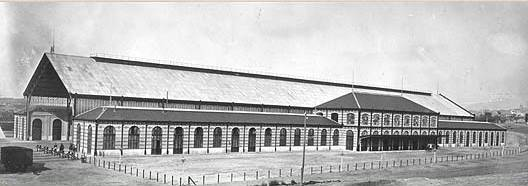
Estación de Delicias en Madrid.